# Upogebia holthuisi
Upogebia holthuisi is een tienpotigensoort uit de familie van de Upogebiidae. De wetenschappelijke naam van de soort is voor het eerst geldig gepubliceerd in 1982 door Sakai.